# Duitsland op het Eurovisiesongfestival 1987
Duitsland deed mee aan het Eurovisiesongfestival 1987 in Brussel. Het was de 32ste deelname van het land op het Eurovisiesongfestival.

## Selectieprocedure
De finale werd gehouden in het Frankenhalle in Neurenberg en werd gepresenteerd door Christopher Deumling.
In totaal deden er 12 acts mee aan deze nationale finale.
De winnaar werd gekozen door een representatief panel van 500 mensen.
| Volgorde | Artiest             | Lied                            | Punten | Plaats |
| -------- | ------------------- | ------------------------------- | ------ | ------ |
| 1        | Helen Christie      | "Lieder der Freiheit"           | 3059   | 8      |
| 2        | Michael Hoffmann    | "Ich geb' nicht auf"            | 3190   | 5      |
| 3        | Rouge               | "Einer von uns"                 | 3166   | 6      |
| 4        | Wind                | "Lass die Sonne in dein Herz"   | 4445   | 1      |
| 5        | Sandy Derix         | "Träume tun weh"                | 2902   | 11     |
| 6        | Bernd Schütz Band   | "Visionen in der Nacht"         | 2929   | 10     |
| 7        | Michaela            | "Das Licht eines neuen Morgens" | 3054   | 9      |
| 8        | Bernhard Brink      | That's the way I am without you | 3355   | 3      |
| 9        | Maxi & Chris Garden | Peace for the teddybears        | 4370   | 2      |
| 10       | New Generation      | Much too beautiful              | 2864   | 12     |
| 11       | Denise              | The woman in the mirror         | 3320   | 4      |
| 12       | Cassy               | "Aus"                           | 3126   | 7      |

## In Brussel
In de finale van het Eurovisiesongfestival 1987 moest Duitsland optreden als 16de, net na Frankrijk en voor Cyprus. Op het einde van de stemming bleek dat ze op een tweede plaats geëindigd waren met 141 punten.
Men ontving twee keer het maximum van de punten.
Nederland  en België gaven elk 10 punten aan deze inzending.

### Gekregen punten
| 12 punten              | 10 punten                                                         | 8 punten    | 7 punten                         | 6 punten                                   |
| ---------------------- | ----------------------------------------------------------------- | ----------- | -------------------------------- | ------------------------------------------ |
| - Denemarken - IJsland | - België - Finland - Nederland - Oostenrijk - Verenigd Koninkrijk | - Israël    | - Ierland - Joegoslavië - Zweden | - Cyprus - Frankrijk - Luxemburg - Turkije |
| 5 punten               | 4 punten                                                          | 3 punten    | 2 punten                         | 1 punt                                     |
| - Portugal             | - Italië                                                          | - Noorwegen |                                  | - Spanje - Zwitserland                     |

### Gegeven punten
Punten gegeven in de finale:
| 12 punten | Italië    |
| 10 punten | IJsland   |
| 8 punten  | Israël    |
| 7 punten  | Noorwegen |
| 6 punten  | Ierland   |
| 5 punten  | Frankrijk |
| 4 punten  | België    |
| 3 punten  | Cyprus    |
| 2 punten  | Portugal  |
| 1 punt    | Finland   |

1956 · 1957 · 1958 · 1959 · 1960 · 1961 · 1962 · 1963 · 1964 · 1965 · 1966 · 1967 · 1968 · 1969 · 1970 · 1971 · 1972 · 1973 · 1974 · 1975 · 1976 · 1977 · 1978 · 1979 · 1980 · 1981 · 1982 · 1983 · 1984 · 1985 · 1986 · 1987 · 1988 · 1989 · 1990 · 1991 · 1992 · 1993 · 1994 · 1995 · 1996 · 1997 · 1998 · 1999 · 2000 · 2001 · 2002 · 2003 · 2004 · 2005 · 2006 · 2007 · 2008 · 2009 · 2010 · 2011 · 2012 · 2013 · 2014 · 2015 · 2016 · 2017 · 2018 · 2019 · 2020 · 2021 · 2022 · 2023 · 2024 · 2025